# Evaristo Borboa Casas
Evaristo Borboa Casas (Tenancingo, Estado de México, 1927) (Tenancingo, Estado de México 2020) fue un artesano mexicano que durante más de 75 años se dedicó a tejer rebozos con el telar  de cintura (o de otate, por las cañas o carrizos que se usan para su construcción), preservando esta técnica prehispánica utilizada en Mesoamérica.

## Semblanza biográfica
Aprendió a tejer rebozos desde que tenía 7 años de edad, cuando en Tenancingo había más de 240 personas que se dedicaban a este trabajo. Con dos barras que sostienen la urdimbre (conjunto de hilos colocados verticalmente) y carrizos construyó su telar de otate o de cintura. Con la varilla de paso abre el espacio para insertar  los hilos de trama y con una barra de madera pulida llamada espada o machete aprieta los hilos de la trama. La técnica para confeccionar los rebozos consiste de 14 pasos, entre ellos, devanar, pepenar o dividir los hilos, amarrar, teñir, desatar, apuntar, almidonar, montar al telar y tejer. Para el teñido utiliza tintes naturales como la cochinilla, el encino quemado, la semilla de achiote y el añil.
El telar de cintura que se utilizó en Mesoamérica tiene ciertas variantes, cada cultura prehispánica implementó diferentes piezas en su construcción. El telar maya que utiliza Evaristo Borboa puede manejar 5400 hilos de algodón, pero cuando utiliza hilos más finos, al estilo egipcio, utiliza hasta 8300 hilos. Para fabricar un rebozo de 2 m de largo por 35 cm de ancho con hilos finos requiere 5 semanas de trabajo. Algunos de sus trabajos se han presentado en Estados Unidos, Inglaterra y Francia mediante la ayuda y promoción cultural de Banamex.

## Premios y distinciones
Sus trabajos han sido reconocidos en diversas ocasiones y se le han otorgado diversos premios y distinciones:
- 3.er lugar en el Concurso Nacional de Artesanías Las Manos de México realizado en 1993.
- 2.° lugar en la Tercera Exposición Nacional de Artesanías realizada en 1997.
- Distinción Maestro de Maestros otorgada por la Fundación Cultural Banamex en 1999.
- 1.er lugar en el Gran Premio del Arte Popular con especialidad en Rebozo, otorgado por la Secretaría de Desarrollo Social y el Fondo Nacional para el Fomento de las Artesanías.
- Premio Nacional de Ciencias y Artes en el área de Artes y Tradiciones Populares otorgado por la Secretaría de Educación Pública en 2005.
- Galardón Nacional y homenaje durante el Primer Concurso Nacional de Rebozo de Tenancingo, el 6 y 9 de septiembre de 2014.[4][5]